# 연주암
연주암(戀主庵)은 대한민국 경기도 과천시에 있는 사찰이다. 관악산 정상에 있으며, KBS 송신탑 및 연주암 관계자는 과천시에서 케이블카를 통해 올라갈 수 있다.

## 같이 보기
- 연주대
- 연주암 삼층석탑